# 国道181号

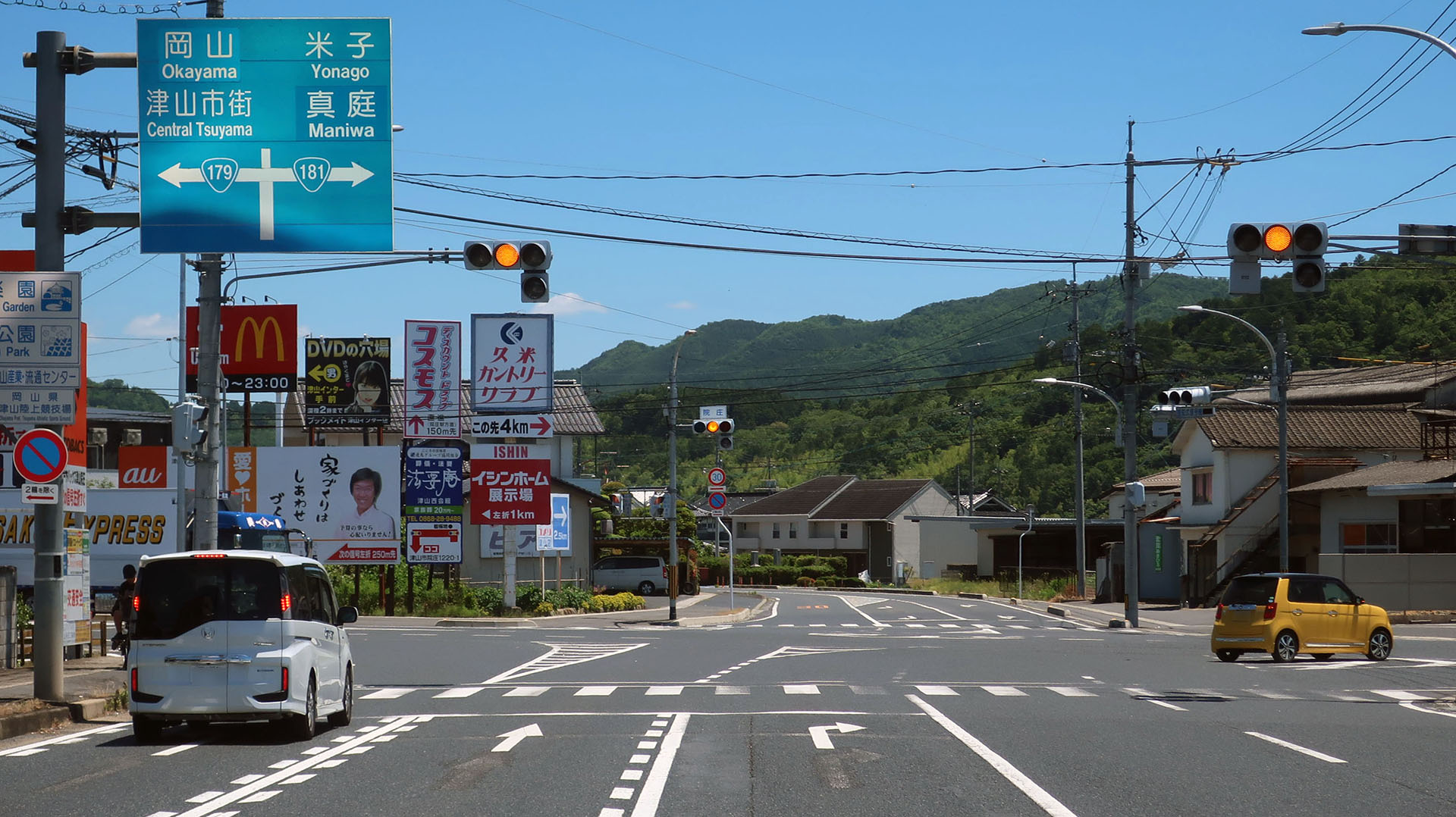
国道181号 起点
岡山県津山市 院庄交差点

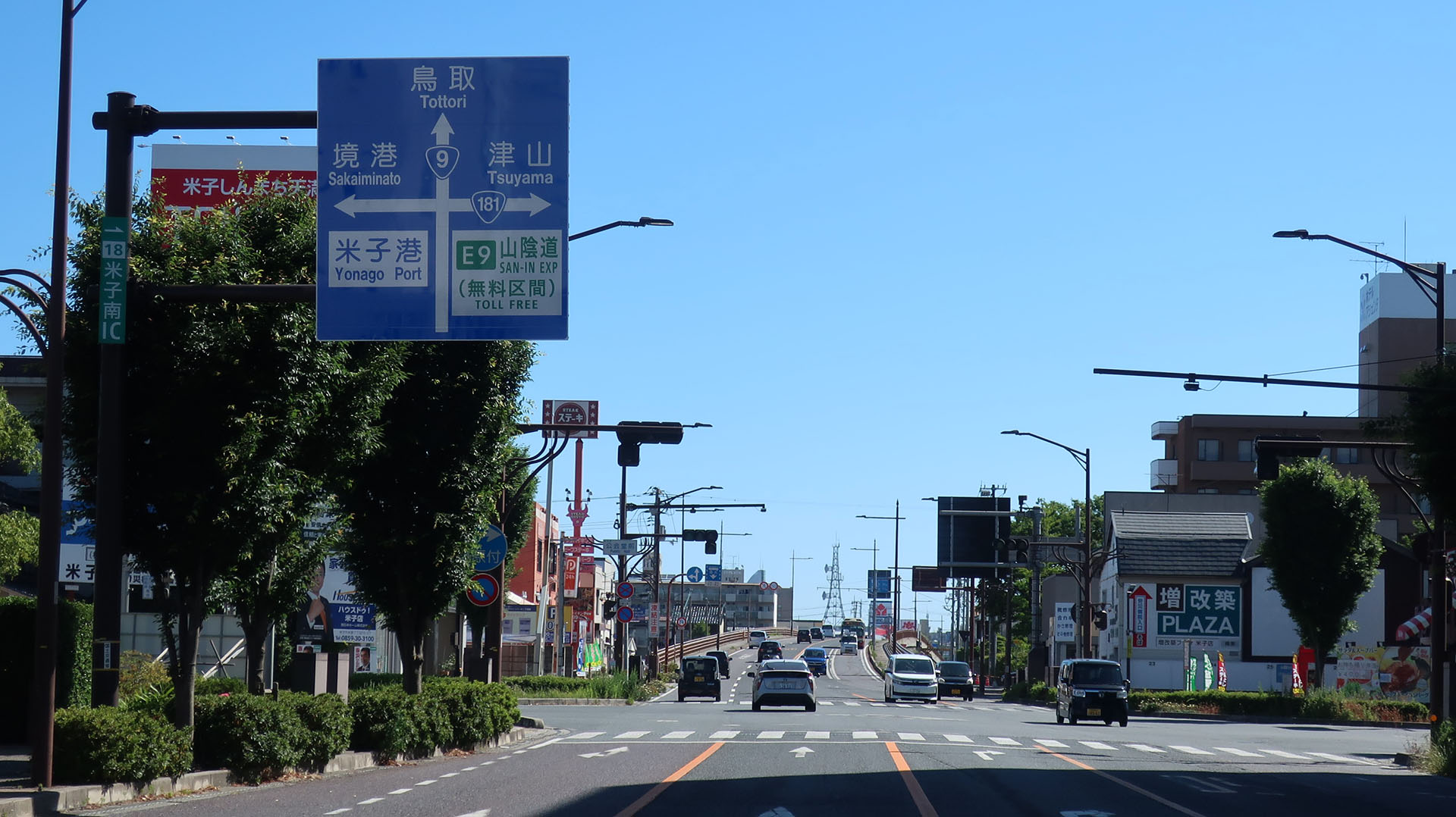
国道181号、国道183号 終点
鳥取県米子市 公会堂前交差点

国道181号（こくどう181ごう）は、岡山県津山市から鳥取県米子市に至る一般国道である。

## 概要

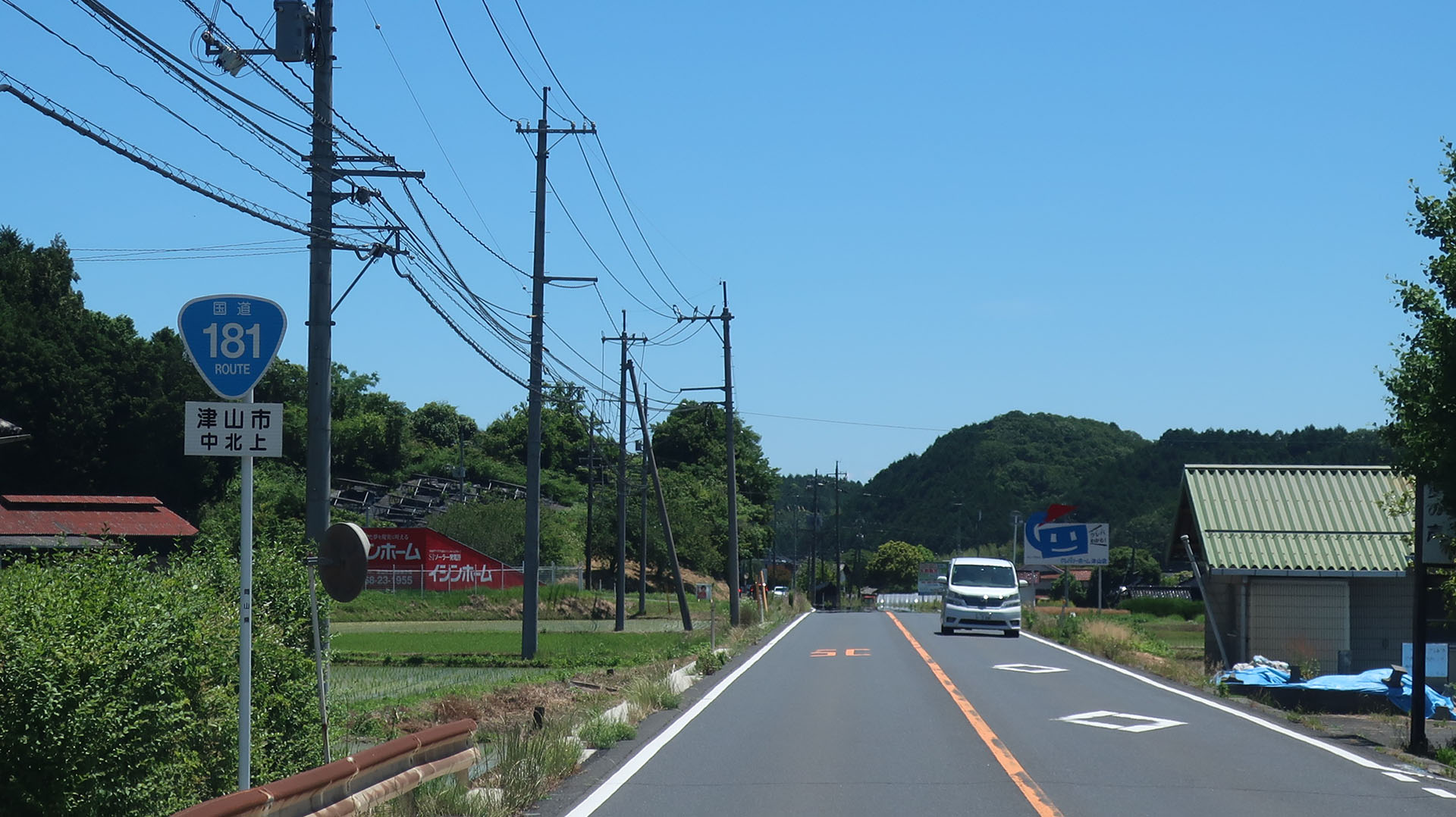
岡山県津山市中北上
（2020年6月撮影）

起点の岡山県津山市から北西方向へ進路を取り、終点の鳥取県米子市へと続く路線で、途中、岡山県美作地方にあたる真庭市や新庄村、鳥取県では西部地区の南側に位置する日野郡日野町や西伯郡伯耆町などを経由する路線である。

### 路線データ
一般国道の路線を指定する政令に基づく起終点および重要な経過地は次のとおり。
- 起点：津山市（院庄交差点 = 国道179号交点）
- 終点：米子市（公会堂前交差点 = 国道9号交点、国道183号、国道482号終点）
- 重要な経過地：岡山県真庭郡久世町[注釈 2]、同郡勝山町[注釈 2]、鳥取県日野郡日野町、同郡江府町、同郡溝口町[注釈 3]
- 総延長 : 98.7 km（鳥取県 43.2 km、岡山県 55.5 km）重用延長を含む[2][注釈 4]
- 重用延長 : 1.1 km（鳥取県 1.1 km、岡山県 - km）[2][注釈 4]
- 未供用延長 : なし[2][注釈 4]
- 実延長 : 97.6 km（鳥取県 42.1 km、岡山県 55.5 km）[2][注釈 4]
  - 現道 : 97.6 km（鳥取県 42.1 km、岡山県 55.5 km）[2][注釈 4]
  - 旧道 : なし[2][注釈 4]
  - 新道 : なし[2][注釈 4]
- 指定区間：なし[3]

## 歴史
- 1953年（昭和28年）5月18日 - 二級国道181号津山米子線（津山市 - 米子市）として指定施行[4]。
- 1965年（昭和40年）4月1日 - 道路法改正により一級・二級区分が廃止されて一般国道181号として指定施行[1]。

## 路線状況

### バイパス
- 鳥取県

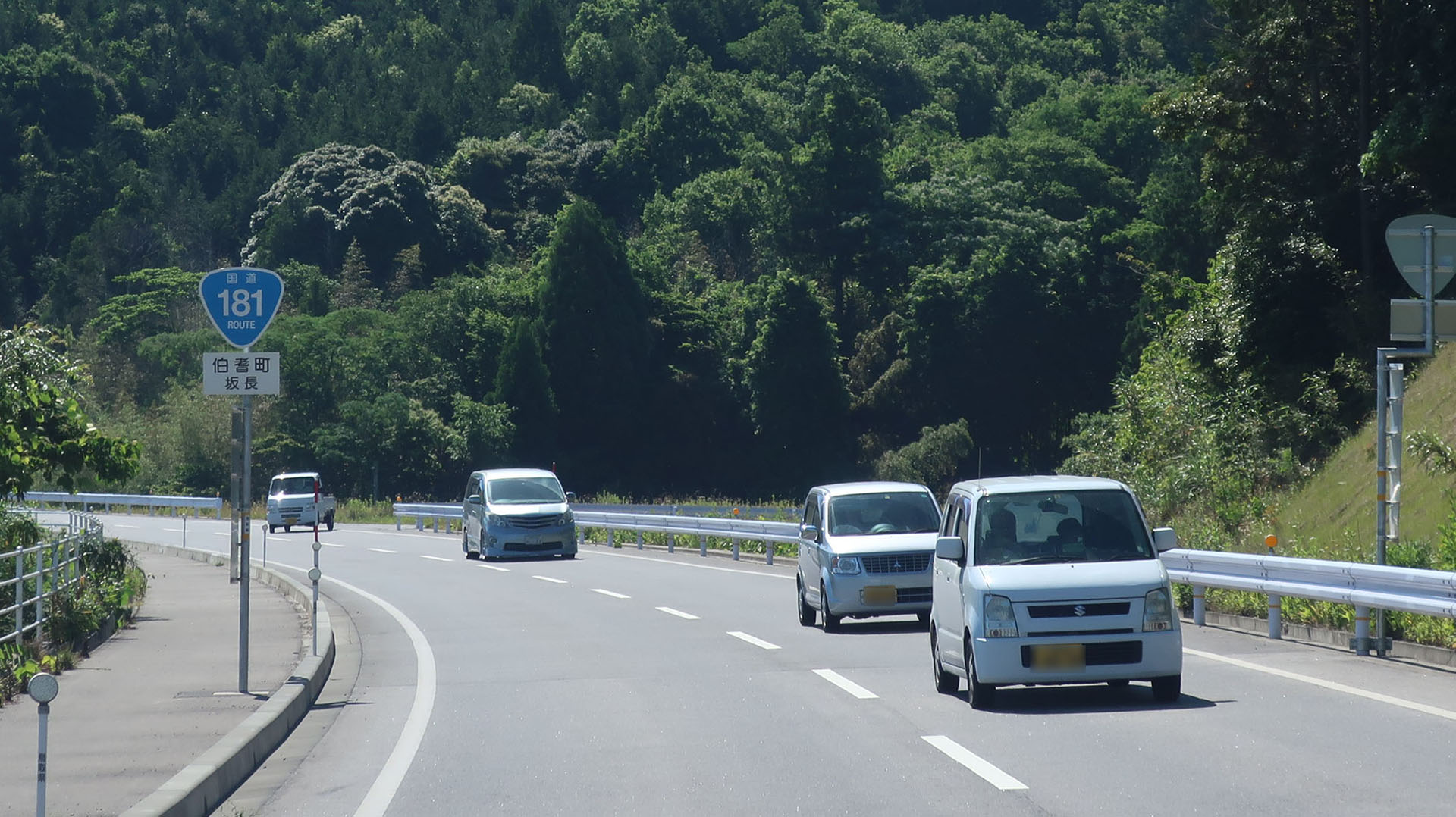
岸本バイパス
鳥取県西伯郡伯耆町

  - 岸本バイパス（西伯郡伯耆町吉定・伯耆大橋南交差点 - 米子市諏訪・諏訪西交差点）[5]

### 重複区間

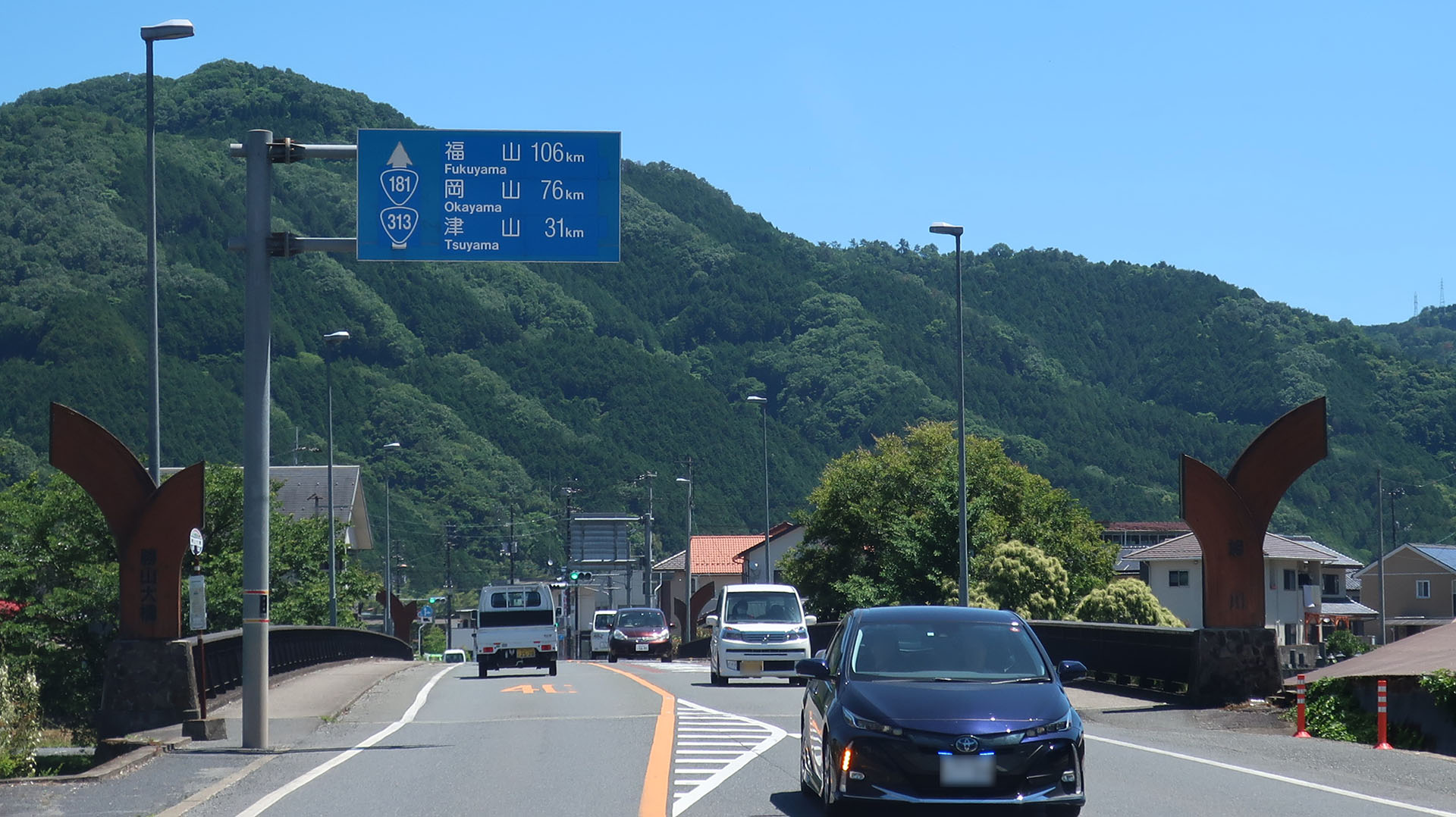
国道313号との重複
岡山県真庭市江川

- 国道313号（岡山県真庭市久世 - 真庭市三田（さんでん））
- 国道180号（鳥取県日野郡日野町・高尾（こお）交差点 - 日野郡日野町・塔の峰交差点）
- 国道183号（鳥取県日野郡日野町・塔の峰交差点 - 米子市・公会堂前交差点（終点））
- 国道482号（鳥取県日野郡江府町・江尾交差点 - 米子市・公会堂前交差点（終点））

### 道路施設

#### トンネル
- 四十曲トンネル（しじゅうまがりトンネル）

岡山県と鳥取県にまたがる県境トンネルで四十曲峠直下を貫く。1968年（昭和43年）に開通。

#### 道の駅
- 岡山県
  - 久米の里（津山市）
  - がいせん桜 新庄宿（真庭郡新庄村）
- 鳥取県
  - 奥大山（日野郡江府町）

### 並行する旧街道
- 岡山県
  - 旧出雲街道

## 地理

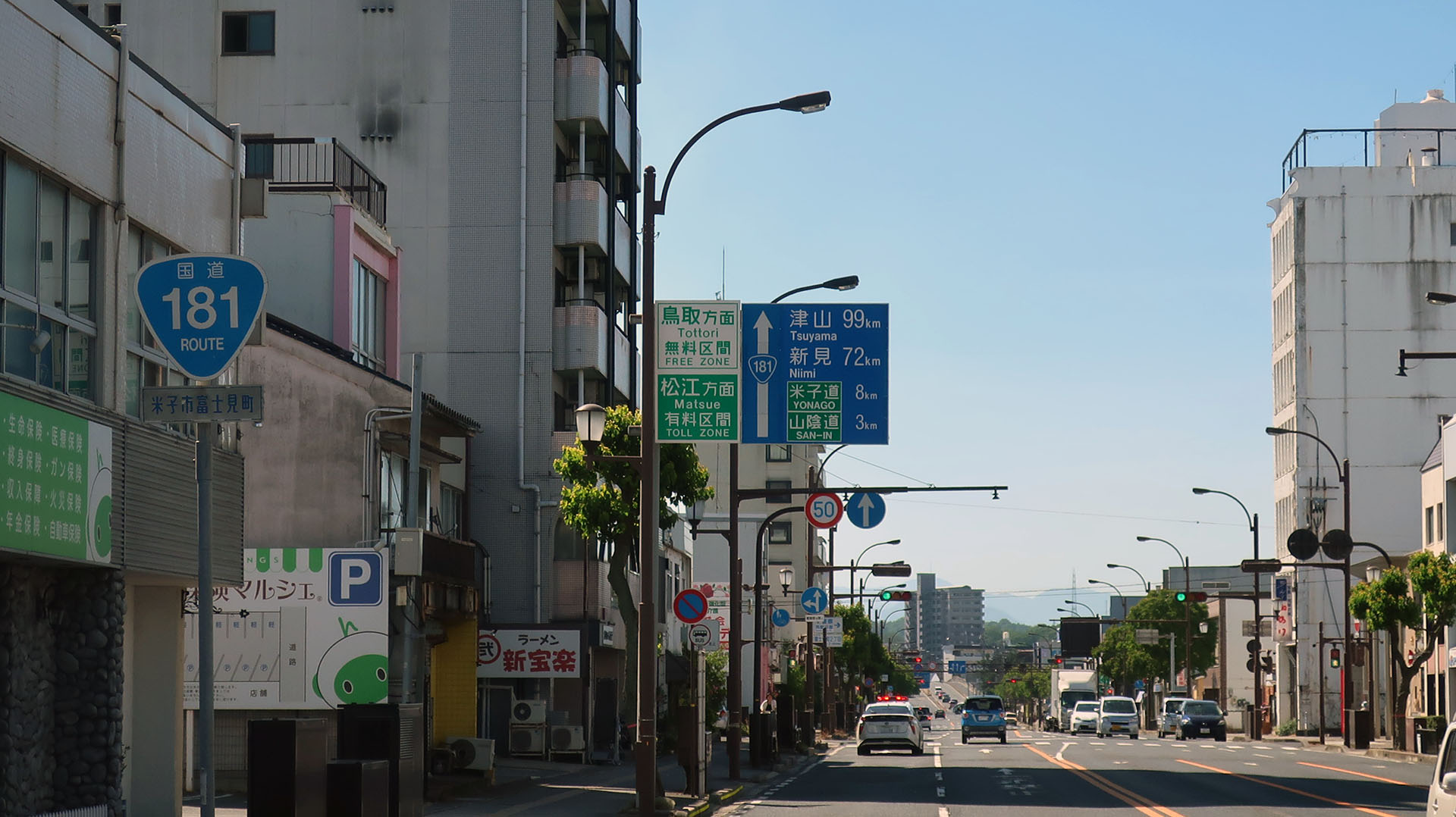
鳥取県米子市冨士見町
（2020年6月撮影）

### 通過する自治体
- 岡山県
  - 津山市 - 真庭市 - 真庭郡新庄村
- 鳥取県
  - 日野郡日野町 - 日野郡江府町 - 西伯郡伯耆町 - 米子市

### 交差する道路
| 交差する道路                                                                                                  | 都道府県名 | 市町村名 | 市町村名 | 交差する場所             | 交差する場所                    |
| --- | ---------- | -------- | -------- | ------------------------ | ------------------------------- |
| 国道179号 | 岡山県     | 津山市   | 津山市   | 院庄                     | 院庄交差点 / 起点               |
| 岡山県道70号久米建部線 岡山県道337号山城宮尾線                                                                | 岡山県     | 津山市   | 津山市   | 宮尾                     | 中須賀交差点                    |
| 岡山県道205号美作千代停車場線                                                                                 | 岡山県     | 津山市   | 津山市   | 久米川南                 |                                 |
| 岡山県道159号久米中央線 岡山県道340号河本久米線                                                               | 岡山県     | 津山市   | 津山市   | 南方中（みなみがたなか） |                                 |
| 岡山県道339号西一宮中北上線                                                                                   | 岡山県     | 津山市   | 津山市   | 中北上（なかぎたかみ）   |                                 |
| 岡山県道341号坪井下栃原線                                                                                     | 岡山県     | 津山市   | 津山市   | 坪井下                   |                                 |
| 津山広域農道                                                                                                  | 岡山県     | 津山市   | 津山市   | 中北上                   | 山根交差点                      |
| 岡山県道411号垂水追分線                                                                                       | 岡山県     | 真庭市   | 真庭市   | 上河内                   |                                 |
| E73 米子自動車道                                                                                              | 岡山県     | 真庭市   | 真庭市   | 目木                     | 1 久世IC                        |
| 岡山県道330号目木大庭線                                                                                       | 岡山県     | 真庭市   | 真庭市   | 目木                     |                                 |
| 岡山県道327号富東谷久世線                                                                                     | 岡山県     | 真庭市   | 真庭市   | 目木                     |                                 |
| 岡山県道329号西原久世線                                                                                       | 岡山県     | 真庭市   | 真庭市   | 久世                     |                                 |
| 岡山県道65号久世中和線                                                                                        | 岡山県     | 真庭市   | 真庭市   | 久世                     | 真庭市久世庁舎前交差点          |
| 岡山県道203号久世停車場線                                                                                     | 岡山県     | 真庭市   | 真庭市   | 久世                     | 久世駅前交差点                  |
| 国道313号 重複区間起点                                                                                        | 岡山県     | 真庭市   | 真庭市   | 久世                     |                                 |
| 岡山県道202号中国勝山停車場線                                                                                 | 岡山県     | 真庭市   | 真庭市   | 勝山                     | 勝山駅前交差点                  |
| 国道313号 重複区間終点                                                                                        | 岡山県     | 真庭市   | 真庭市   | 三田（さんでん）         |                                 |
| 岡山県道32号新見勝山線                                                                                        | 岡山県     | 真庭市   | 真庭市   | 荒田                     |                                 |
| 岡山県道459号若代神代線                                                                                       | 岡山県     | 真庭市   | 真庭市   | 神代                     |                                 |
| 岡山県道321号神代勝山線                                                                                       | 岡山県     | 真庭市   | 真庭市   | 神代                     |                                 |
| 岡山県道55号湯原美甘線                                                                                        | 岡山県     | 真庭市   | 真庭市   | 美甘（みかも）           |                                 |
| 岡山県道447号粟谷美甘線                                                                                       | 岡山県     | 真庭市   | 真庭市   | 美甘                     |                                 |
| 岡山県道58号北房川上線 重複区間起点                                                                           | 岡山県     | 真庭郡   | 新庄村   | 宝田                     |                                 |
| 岡山県道58号北房川上線 重複区間終点                                                                           | 岡山県     | 真庭郡   | 新庄村   | 宝田                     |                                 |
| 岡山県道・鳥取県道112号大佐日野線                                                                             | 鳥取県     | 日野郡   | 日野町   | 板井原                   |                                 |
| 鳥取県道311号板井原濁谷線                                                                                     | 鳥取県     | 日野郡   | 日野町   | 板井原                   |                                 |
| 国道180号 重複区間起点                                                                                        | 鳥取県     | 日野郡   | 日野町   | 高尾（こお）             | 高尾交差点                      |
| 国道180号 重複区間終点 国道183号 重複区間起点                                                                 | 鳥取県     | 日野郡   | 日野町   | 根雨（ねう）             | 塔の峰交差点                    |
| 鳥取県道35号西伯根雨線                                                                                        | 鳥取県     | 日野郡   | 日野町   | 根雨                     | 舟場橋交差点                    |
| 岡山県道・鳥取県道113号上徳山俣野江府線                                                                       | 鳥取県     | 日野郡   | 江府町   | 武庫                     | 武庫交差点                      |
| 岡山県道・鳥取県道113号上徳山俣野江府線                                                                       | 鳥取県     | 日野郡   | 江府町   | 武庫                     |                                 |
| 国道482号 重複区間起点                                                                                        | 鳥取県     | 日野郡   | 江府町   | 江尾（えび）             | 江尾交差点                      |
| 鳥取県道52号岸本江府線                                                                                        | 鳥取県     | 日野郡   | 江府町   | 小江尾（こえび）         |                                 |
| E73 米子自動車道                                                                                              | 鳥取県     | 日野郡   | 江府町   | 佐川                     | 江府インター入口交差点 4 江府IC |
| 鳥取県道209号大滝白水線                                                                                       | 鳥取県     | 西伯郡   | 伯耆町   | 白水（しらみ）           | 白水交差点                      |
| 鳥取県道・島根県道1号溝口伯太線 重複区間起点                                                                  | 鳥取県     | 西伯郡   | 伯耆町   | 溝口                     | 鬼守橋（きもりはし）交差点      |
| 鳥取県道45号倉吉江府溝口線 重複区間起点                                                                       | 鳥取県     | 西伯郡   | 伯耆町   | 溝口                     | 溝口交差点                      |
| 鳥取県道・島根県道1号溝口伯太線 重複区間終点 鳥取県道45号倉吉江府溝口線 重複区間終点                          | 鳥取県     | 西伯郡   | 伯耆町   | 溝口                     | 溝口インター入口交差点          |
| 鳥取県道53号淀江岸本線                                                                                        | 鳥取県     | 西伯郡   | 伯耆町   | 吉定                     | 伯耆大橋南交差点                |
| 鳥取県道160号福頼市山伯耆大山停車場線 鳥取県道316号米子岸本線 重複区間起点                                    | 鳥取県     | 西伯郡   | 伯耆町   | 坂長（さかちょう）       | 坂長交差点                      |
| 鳥取県道316号米子岸本線 重複区間終点                                                                          | 鳥取県     | 米子市   | 米子市   | 諏訪                     | 諏訪西交差点                    |
| 鳥取県道244号境車尾線                                                                                         | 鳥取県     | 米子市   | 米子市   | 福市                     | 安養寺橋交差点                  |
| E9 山陰自動車道 米子市道4241号宗像長砂町線                                                                    | 鳥取県     | 米子市   | 米子市   | 宗像                     | 米子南IC交差点 18 米子南IC      |
| 鳥取県道300号米子環状線                                                                                       | 鳥取県     | 米子市   | 米子市   | 道笑町4丁目              | 明道地下道交差点                |
| 鳥取県道・島根県道102号米子広瀬線                                                                             | 鳥取県     | 米子市   | 米子市   | 糀町2丁目                | 総合事務所前交差点              |
| 国道9号 国道183号 重複区間終点 国道482号 重複区間終点 鳥取県道・島根県道101号米子伯太線 鳥取県道157号米子港線 | 鳥取県     | 米子市   | 米子市   | 冨士見町2丁目            | 公会堂前交差点 / 終点           |